# Anna Scoorcx
Anna Scoorcx (Zele - Dendermonde, 1603) was een slachtoffer van de heksenvervolging in Europa. Omdat ze werd verdacht van hekserij werd de vuurproef op haar toegepast. Gedeeltelijk uitgekleed werd ze dicht bij het vuur geplaatst om haar weerstandsvermogen te breken. Anna Scoorcx moest deze kwelling gedurende drie dagen en twee nachten ononderbroken doorstaan. Terwijl de beul voorbereidselen trof om haar aan nieuwe folteringen te onderwerpen overleed Anna op de pijnbank.